# Альзакола натальська
Альзако́ла натальська (Cercotrichas signata) — вид горобцеподібних птахів родини мухоловкових (Muscicapidae). Мешкає в Південній Африці.

## Підвиди
Виділяють два підвиди:
- C. s. tongensis (Roberts, 1931) — південь Мозамбіку і схід ПАР;
- C. s. signata (Sundevall, 1850) — центр і південний схід ПАР.

## Поширення і екологія
Натальські альзаколи мешкають в прибережних районах Південно-Африканської Республіки і південного Мозамбіку, а також в горах Есватіні, південного Мозамбіку та провінції Квазулу-Наталь. Вони живуть в сухих і вологих субтропічних лісах та чагарникових заростях.